# Kanaker, Syria
Kanaker (tiếng Ả Rập: كناكر) là một ngôi làng ở miền nam Syria, một phần hành chính của Tỉnh bang Dimashq, nằm ở phía tây nam Damascus. Các địa phương lân cận bao gồm Sa'sa ' về phía tây, Beit Saber ở phía tây bắc, Khan al-Shih ở phía bắc, Zakiyah, al-Taybah, Khan Dannun và al-Kiswah ở phía đông bắc, Deir Ali và Jubb al-Safa ở phía đông bắc phía đông, Ghabaghib ở phía đông nam, Kafr Nasej và Deir al-Adas ở phía nam và Jabah ở phía tây nam. Theo Cục Thống kê Trung ương Syria, Kanaker có dân số 13.950 người trong cuộc điều tra dân số năm 2004, khiến nơi đây trở thành địa phương lớn nhất trong nahiyah ("phó huyện") của Saasaa. Kanaker đánh dấu ranh giới phía tây của đồng bằng Marj al-Suffar.
Kanaker được Druze định cư từ Núi Lebanon vào năm 1862 và đến năm 1867, gia đình Abu Ras, một gia tộc Druze nổi tiếng và là đồng minh của gia đình al-Atrash, đã giành quyền kiểm soát ngôi làng. Khi thủ lĩnh của al-Atrash, Ismail Pasha, ở lại một đêm tại Kanaker, ông đã tàn sát cư dân Kitô giáo của mình trước khi tiến hành một cuộc tấn công vào lực lượng Kitô giáo của triều đại Shihab tại Rashaya ở Lebanon. Kanaker tiếp tục được Druze cư ngụ đến năm 1883 và một thời gian nhất định xa hơn.

## Nội chiến Syria
Trong cuộc nội chiến ở Syria đang diễn ra, vào ngày 27 tháng 7 năm 2011, các nhóm nhân quyền Syria đã báo cáo rằng tám hoặc mười một người đã bị giết trong một cuộc đột kích của Quân đội Syria ở Kanaker và khoảng 250 người đã bị bắt. Bốn xe tăng và một chiếc xe ủi được báo cáo đã vào làng trong khi 14 xe tăng khác vây quanh nơi này. Phiến quân đã đầu hàng ngôi làng vào tháng 12 năm 2016 và tự mình chuyển sang Quân đội Syria. Đổi lại, họ đã được hợp pháp hóa tình trạng của họ.

## Gia đình Kanakri
Một số người Jordan của 3 ngôi làng ở phía bắc của đất nước, tỉnh Irbid (Kharja, Saham và Al nu'aimah) có họ Kanakri. Điều này liên quan đến Kanaker. Những gia đình này đã di cư từ Kanaker-Syria xuống phía nam đến Jordan vào thế kỷ 19 trước khi hai nước ban hành độc lập và biên giới mới được ban hành.